# Paralelepipedon
| Paralelepipedon   | Paralelepipedon                            |
| ----------------- | ------------------------------------------ |
| Rhombohedron      |                                            |
| tartalmazó halmaz | hasáb                                      |
| oldallapok száma  | 6 (paralelogramma)                         |
| élek száma        | 12                                         |
| csúcsok száma     | 8                                          |
| szimmetria        | középpontosan tükrös (centrálszimmetrikus) |
| konvexitás        | konvex                                     |

A paralelepipedon olyan hat lap által határolt térbeli geometriai alakzat, amelynek minden oldallapja paralelogramma. A név a görög παραλληλ-επίπεδον (párhuzamos síkok) kifejezésből ered. Három ekvivalens definíció:
- A paralelepipedon egy paralelogramma alapú hasáb.
- A paralelepipedon egy hatoldalú térbeli geometriai alakzat, amelynek minden oldallapja paralelogramma.
- A paralelepipedon egy hatoldalú térbeli geometriai alakzat, amelynek két-két szemközti oldallapja párhuzamos.

A téglatest, a kocka és a romboéder paralelepipedonok.
A paralelepipedon egy poliéder.

## Tulajdonságok
Bármely párhuzamos oldalpár tekinthető a hasáb alapjának. Négy-négy él párhuzamos és egyenlő hosszúságú.
A paralelepipedon előállítható a kocka lineáris leképezéseként.
Bármely egybevágó paralelepipedonokkal hézagmentesen kitölthető a tér.

## Térfogat
Mivel a paralelepipedon hasáb, térfogata az alaplap területének és az alaplaphoz tartozó magasságnak a szorzata. Magasság alatt az alapsíkok távolságát értjük (az őket összekötő legrövidebb szakasz hossza).
A paralelepipedon térfogata kiszámítható az egy csúcsból induló oldalvektorok vegyes szorzataként.
{\displaystyle {\overset {\rightharpoonup }{OA}}=\mathbf {a} }

{\displaystyle {\overset {\rightharpoonup }{OB}}=\mathbf {b} }

{\displaystyle {\overset {\rightharpoonup }{OC}}=\mathbf {c} }
{\displaystyle V=\mathbf {a} \mathbf {b} \mathbf {c} \equiv (\mathbf {a} \times \mathbf {b} )\cdot \mathbf {c} }
Ha a = (a1, a2, a3), b = (b1, b2, b3) és c = (c1, c2, c3), akkor paralelepipedon előjeles térfogata megegyezik az alábbi determináns értékével:
{\displaystyle V={\begin{vmatrix}a_{1}&a_{2}&a_{3}\\b_{1}&b_{2}&b_{3}\\c_{1}&c_{2}&c_{3}\end{vmatrix}}}